# Аджамети
Аджамети (груз. აჯამეთი) — село в Грузии, на территории Зестафонского муниципалитета края (мхаре) Имеретия.

## География
Село находится в западной части Грузии, на левом берегу реки Квирила, на расстоянии приблизительно 19 километров (по прямой) к северо-западу от города Зестафони, административного центра муниципалитета. Абсолютная высота — 103 метра над уровнем моря.

## Население
По результатам официальной переписи населения 2014 года, в Аджамети проживало 296 человек (152 мужчины и 144 женщины). В национальной структуре населения грузины составляли 100 %.
| Год  | Население, человек |
| ---- | ------------------ |
| 2002 | 303                |
| 2014 | ↘ 296              |